# Laddie (film, 1935)
Pour les articles homonymes, voir Laddie.
Pour plus de détails, voir Fiche technique et Distribution.
Laddie est un film américain en noir et blanc réalisé par George Stevens, sorti en 1935
Le scénario s'inspire du roman Laddie: A True Blue Story de Gene Stratton-Porter, publié en 1913. Un remake sortira en 1940 : Laddie.

## Synopsis
Laddie Stanton est le fils aîné d'une famille d'agriculteurs de l'Indiana. Il voit en  secret sa belle voisine anglaise, Pamela Pryor, et ils échangent des lettres d'amour dans les bois. Les sœurs de Laddie prennent la réserve de Pamela pour de l'arrogance. Le père de Pamela, lui, méprise Laddie et sa famille, qu'il juge de condition inférieure.

## Fiche technique
- Titre : Laddie
- Réalisateur :	George Stevens
- Assistant-réalisateur : Gene Yarbrough et James Casey, d'après le roman Laddie: A True Blue Story (1913) de Gene Stratton-Porter
- Scénario : Ray Harris et Dorothy Yost
- Photographie : Harold Wenstrom
- Cadreur : Joe Biroc
- Montage : James B. Morley
- Musique : Roy Webb
- Direction artistique : Van Nest Polglase, Perry Ferguson
- Décors :
- Costumes : Walter Plunkett
- Son : Hugh McDowell Jr.
- Lieu de tournage : aux RKO Studios (du 3 janvier 1935 au 5 février 1935)
- Producteur associé : William Sistrom
- Société de production : RKO Radio Pictures
- Société de distribution : RKO Radio Pictures
- Pays de production :  États-Unis
- Langue d'origine : anglais américain
- Format : noir et blanc — 35 mm — 1,37:1 — son : mono (RCA Victor System)
- Genre : drame romantique
- Durée : 70 min
- Date de sortie : 28 juin 1935 (États-Unis)

## Distribution
- John Beal : Laddie Stanton
- Gloria Stuart : Pamela Pryor
- Virginia Weidler : la petite sœur Stanton
- Donald Crisp : Charles Pryor
- Dorothy Peterson : Madame Stanton
- Willard Robertson : John Stanton
- William Bakewell : Robert Pryor
- Gloria Shea : Sally Stanton
- Charlotte Henry : Shelley Stanton
- Jimmy Butler : Leon Stanton
- Grady Sutton : Peter Dover
- Greta Meyer : Candace
- Mary Forbes : Anna Pryor
- Frances Robinson : une jeune femme (non créditée)